# Karpen (volk)

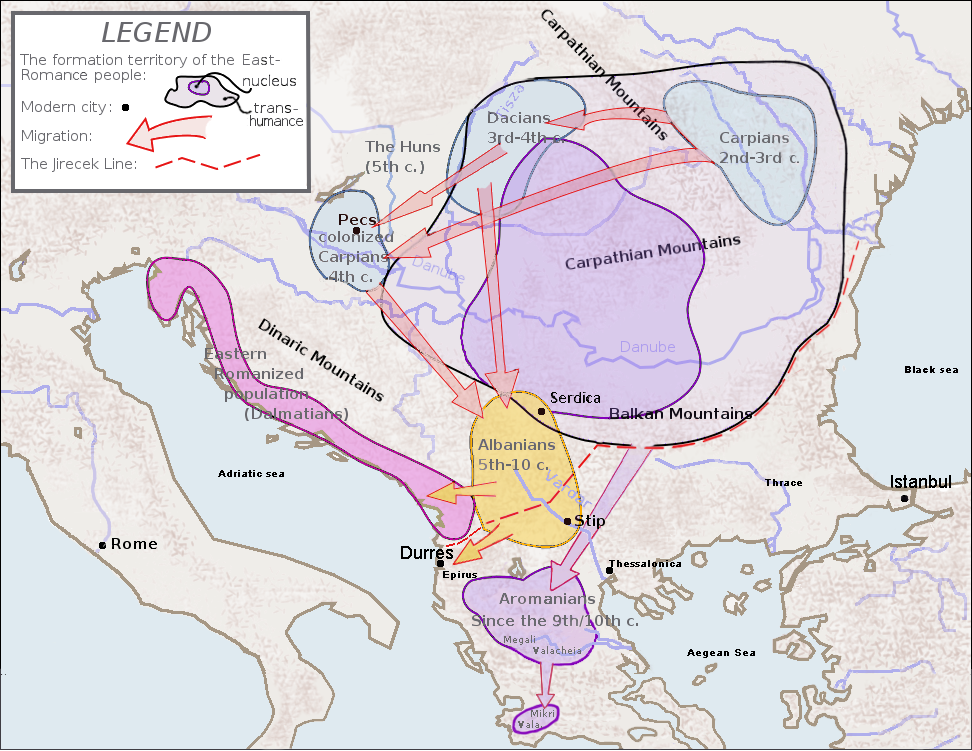

De Karpen was een bevolkingsgroep, die de Romeinse provincie Dacië bevolkte tussen 271 en 318. Ze zouden afkomstig zijn uit het Karpatische hooggebergte.
Na de pest van Cyprianus en de Slag bij Naissus (268), tegen de Goten, was de Grote Hongaarse Laagvlakte zo goed als ontvolkt. De Romeinse keizers vonden het belangrijk dat ze controle hielden over hun provincies en lieten de Karpen toe om zich hier te vestigen.